# Волженец
Волженец — деревня в Ядровской волости Псковского района Псковской области.
Расположена на правом берегу реки Великая, в 12 км к юго-западу от южной границы Пскова и деревни Черёха. В районе деревни расположен мелководный Литовский брод через Великую. В 1,5 км восточнее на противоположном берегу находится погост Выбуты.
| 2001 | 2002 | 2010 |
| ---- | ---- | ---- |
| 18   | ↘4   | ↗11  |